# Volta às Astúrias de 2017
A 60.ª edição da Volta às Astúrias (nome oficial Vuelta Asturias Julio Alvarez Mendo) foi uma carreira de ciclismo de estrada por etapas que se celebrou entre 29 de abril e 1 de maio de 2017 nas Astúrias com início e final na cidade de Oviedo sobre um percurso de 466 km.
A carreira fez parte do UCI Europe Tour de 2017, dentro da categoria UCI 2.1.
A carreira foi vencida pelo corredor português Raúl Alarcón da equipa W52-FC Porto, em segundo lugar Nairo Quintana (Movistar Team) e em terceiro lugar Óscar Sevilla (Medellín-Inder).

## Equipas participantes
Tomaram parte na carreira 20 equipas: 1 de categoria UCI ProTeam; 3 de categoria Profissional Continental; 15 de categoria Continental e a equipa nacional da Espanha. Formando assim um pelotão de 176 ciclistas dos que acabaram 126. As equipas participantes foram:
| Equipe WorldTeam- Movistar Team Equipes profissionais Continentais (3)- Caja Rural-Seguros RGA - Israel Cycling Academy - Manzana Postobón Equipes Continentais (15)- Bicicletas Strongman - Burgos-BH - D'Amico-Utensilnord - Euskadi Basque Country-Murias - Inteja-Dominican - Kuwait-Cartucho.es - LA Alumínios-Metalusa-BlackJack - Lokosphinx - Louletano-Hospital de Loulé - Medellín-Inder - RP-Boavista - Sapura - Sporting-Tavira - Team Ukyo - W52-FC Porto Equipe nacional- Espanha |
| |

## Etapas
| Etapa | Data    | Percurso                          | type            | Distância (km) | Vencedor                   | Líder geral                 |
| ----- | ------- | --------------------------------- | --------------- | -------------- | -------------------------- | --------------------------- |
| 1     | 29 abr. | Oviedo – La Pola                  | etapa escarpada | 169,2          | Weimar Roldán              | Weimar Roldán               |
| 2     | 30 abr. | Ribera de Arriba – Alto del Acebo | alta montanha   | 177,1          | Nairo Quintana             | Raúl Alarcón Nairo Quintana |
| 3     | 1 mai.  | Cangas del Narcea – Oviedo        | etapa escarpada | 120,9          | Raúl Alarcón Óscar Sevilla | Raúl Alarcón Nairo Quintana |

### 1.ª etapa
| \| Classificação por etapas \| Classificação por etapas \| Classificação por etapas \| Classificação por etapas \| Classificação por etapas \| \| Ciclista \| Ciclista \| Equipe \| Tempo \| \| \| ------------------------ \| ------------------------ \| ----------------------------- \| ------------------------ \| ------------------------ \| \| 1. \| Weimar Roldán \| Medellín-Inder \| 4h12m50s \| \| \| 2. \| Raúl Alarcón \| W52-FC Porto \| DQ \| \| \| 2. \| Carlos Barbero \| Movistar Team \| + 27s \| \| \| 3. \| Benjamín Prades \| Team Ukyo \| + 27s \| \| \| 4. \| Óscar Sevilla \| Medellín-Inder \| + 27s \| \| \| 5. \| Aldemar Reyes Ortega \| Manzana Postobón \| + 27s \| \| \| 6. \| João Benta \| RP-Boavista \| + 27s \| \| \| 7. \| Garikoitz Bravo \| Euskadi Basque Country-Murias \| + 27s \| \| \| 8. \| Rinaldo Nocentini \| Sporting-Tavira \| + 27s \| \| \| 9. \| Ricardo Vilela \| Manzana Postobón \| + 27s \| \| |                      |                               |          |
| |                      |                               |          |
| |                      |                               |          |
| Classificação por etapas |                      |                               |          |
| Ciclista | Ciclista             | Equipe                        | Tempo    |
| 1. | Weimar Roldán        | Medellín-Inder                | 4h12m50s |
| 2. | Raúl Alarcón         | W52-FC Porto                  | DQ       |
| 2. | Carlos Barbero       | Movistar Team                 | + 27s    |
| 3. | Benjamín Prades      | Team Ukyo                     | + 27s    |
| 4. | Óscar Sevilla        | Medellín-Inder                | + 27s    |
| 5. | Aldemar Reyes Ortega | Manzana Postobón              | + 27s    |
| 6. | João Benta           | RP-Boavista                   | + 27s    |
| 7. | Garikoitz Bravo      | Euskadi Basque Country-Murias | + 27s    |
| 8. | Rinaldo Nocentini    | Sporting-Tavira               | + 27s    |
| 9. | Ricardo Vilela       | Manzana Postobón              | + 27s    |

| \| Classificação geral \| Classificação geral \| Classificação geral \| Classificação geral \| Classificação geral \| \| Ciclista \| Ciclista \| Equipe \| Tempo \| \| \| ------------------- \| -------------------- \| ----------------------------- \| ------------------- \| ------------------- \| \| 1. \| Weimar Roldán \| Medellín-Inder \| 4h12m40s \| \| \| 2. \| Raúl Alarcón \| W52-FC Porto \| DQ \| \| \| 2. \| Carlos Barbero \| Movistar Team \| + 33s \| \| \| 3. \| Benjamín Prades \| Team Ukyo \| + 37s \| \| \| 4. \| Óscar Sevilla \| Medellín-Inder \| + 37s \| \| \| 5. \| Aldemar Reyes Ortega \| Manzana Postobón \| + 37s \| \| \| 6. \| João Benta \| RP-Boavista \| + 37s \| \| \| 7. \| Garikoitz Bravo \| Euskadi Basque Country-Murias \| + 37s \| \| \| 8. \| Rinaldo Nocentini \| Sporting-Tavira \| + 37s \| \| \| 9. \| Ricardo Vilela \| Manzana Postobón \| + 37s \| \| |                      |                               |          |
| |                      |                               |          |
| |                      |                               |          |
| Classificação geral |                      |                               |          |
| Ciclista | Ciclista             | Equipe                        | Tempo    |
| 1. | Weimar Roldán        | Medellín-Inder                | 4h12m40s |
| 2. | Raúl Alarcón         | W52-FC Porto                  | DQ       |
| 2. | Carlos Barbero       | Movistar Team                 | + 33s    |
| 3. | Benjamín Prades      | Team Ukyo                     | + 37s    |
| 4. | Óscar Sevilla        | Medellín-Inder                | + 37s    |
| 5. | Aldemar Reyes Ortega | Manzana Postobón              | + 37s    |
| 6. | João Benta           | RP-Boavista                   | + 37s    |
| 7. | Garikoitz Bravo      | Euskadi Basque Country-Murias | + 37s    |
| 8. | Rinaldo Nocentini    | Sporting-Tavira               | + 37s    |
| 9. | Ricardo Vilela       | Manzana Postobón              | + 37s    |

### 2.ª etapa
| \| Classificação por etapas \| Classificação por etapas \| Classificação por etapas \| Classificação por etapas \| Classificação por etapas \| \| Ciclista \| Ciclista \| Equipe \| Tempo \| \| \| ------------------------ \| ------------------------ \| ------------------------ \| ------------------------ \| ------------------------ \| \| 1. \| Nairo Quintana \| Movistar Team \| 5h19m40s \| \| \| 2. \| Raúl Alarcón \| W52-FC Porto \| DQ \| \| \| 2. \| Fernando Barceló \| Espanha \| + 31s \| \| \| 3. \| Alejandro Marque \| Sporting-Tavira \| + 33s \| \| \| 4. \| Sergio Pardilla \| Caja Rural-Seguros RGA \| + 35s \| \| \| 5. \| João Benta \| RP-Boavista \| + 37s \| \| \| 6. \| Óscar Sevilla \| Medellín-Inder \| + 39s \| \| \| 7. \| Ricardo Mestre \| W52-FC Porto \| + 43s \| \| \| 8. \| Joaquim Silva \| W52-FC Porto \| + 49s \| \| \| 9. \| Dayer Quintana \| Movistar Team \| + 53s \| \| |                  |                        |          |
| |                  |                        |          |
| |                  |                        |          |
| Classificação por etapas |                  |                        |          |
| Ciclista | Ciclista         | Equipe                 | Tempo    |
| 1. | Nairo Quintana   | Movistar Team          | 5h19m40s |
| 2. | Raúl Alarcón     | W52-FC Porto           | DQ       |
| 2. | Fernando Barceló | Espanha                | + 31s    |
| 3. | Alejandro Marque | Sporting-Tavira        | + 33s    |
| 4. | Sergio Pardilla  | Caja Rural-Seguros RGA | + 35s    |
| 5. | João Benta       | RP-Boavista            | + 37s    |
| 6. | Óscar Sevilla    | Medellín-Inder         | + 39s    |
| 7. | Ricardo Mestre   | W52-FC Porto           | + 43s    |
| 8. | Joaquim Silva    | W52-FC Porto           | + 49s    |
| 9. | Dayer Quintana   | Movistar Team          | + 53s    |

| \| Classificação geral \| Classificação geral \| Classificação geral \| Classificação geral \| Classificação geral \| \| Ciclista \| Ciclista \| Equipe \| Tempo \| \| \| ------------------- \| ------------------- \| ---------------------- \| ------------------- \| ------------------- \| \| 1. \| Raúl Alarcón \| W52-FC Porto \| DQ \| \| \| 1. \| Nairo Quintana \| Movistar Team \| 9h32m47s \| \| \| 2. \| Alejandro Marque \| Sporting-Tavira \| + 43s \| \| \| 3. \| Sergio Pardilla \| Caja Rural-Seguros RGA \| + 45s \| \| \| 4. \| João Benta \| RP-Boavista \| + 47s \| \| \| 5. \| Óscar Sevilla \| Medellín-Inder \| + 49s \| \| \| 6. \| Ricardo Mestre \| W52-FC Porto \| + 53s \| \| \| 7. \| Ricardo Vilela \| Manzana Postobón \| + 1m13s \| \| \| 8. \| Joaquim Silva \| W52-FC Porto \| + 1m20s \| \| \| 9. \| Dayer Quintana \| Movistar Team \| + 1m27s \| \| |                  |                        |          |
| |                  |                        |          |
| |                  |                        |          |
| Classificação geral |                  |                        |          |
| Ciclista | Ciclista         | Equipe                 | Tempo    |
| 1. | Raúl Alarcón     | W52-FC Porto           | DQ       |
| 1. | Nairo Quintana   | Movistar Team          | 9h32m47s |
| 2. | Alejandro Marque | Sporting-Tavira        | + 43s    |
| 3. | Sergio Pardilla  | Caja Rural-Seguros RGA | + 45s    |
| 4. | João Benta       | RP-Boavista            | + 47s    |
| 5. | Óscar Sevilla    | Medellín-Inder         | + 49s    |
| 6. | Ricardo Mestre   | W52-FC Porto           | + 53s    |
| 7. | Ricardo Vilela   | Manzana Postobón       | + 1m13s  |
| 8. | Joaquim Silva    | W52-FC Porto           | + 1m20s  |
| 9. | Dayer Quintana   | Movistar Team          | + 1m27s  |

### 3.ª etapa
| \| Classificação por etapas \| Classificação por etapas \| Classificação por etapas \| Classificação por etapas \| Classificação por etapas \| \| Ciclista \| Ciclista \| Equipe \| Tempo \| \| \| ------------------------ \| ------------------------ \| ----------------------------- \| ------------------------ \| ------------------------ \| \| 1. \| Raúl Alarcón \| W52-FC Porto \| DQ \| \| \| 1. \| Óscar Sevilla \| Medellín-Inder \| 2h48m19s \| \| \| 2. \| João Benta \| RP-Boavista \| + 0s \| \| \| 3. \| Mikel Bizkarra \| Euskadi Basque Country-Murias \| + 3s \| \| \| 4. \| Nairo Quintana \| Movistar Team \| + 8s \| \| \| 5. \| Benjamín Prades \| Team Ukyo \| + 33s \| \| \| 6. \| José Herrada \| Movistar Team \| + 33s \| \| \| 7. \| Ricardo Mestre \| W52-FC Porto \| + 33s \| \| \| 8. \| Alejandro Marque \| Sporting-Tavira \| + 33s \| \| \| 9. \| Mikel Iturria \| Euskadi Basque Country-Murias \| + 33s \| \| |                  |                               |          |
| |                  |                               |          |
| |                  |                               |          |
| Classificação por etapas |                  |                               |          |
| Ciclista | Ciclista         | Equipe                        | Tempo    |
| 1. | Raúl Alarcón     | W52-FC Porto                  | DQ       |
| 1. | Óscar Sevilla    | Medellín-Inder                | 2h48m19s |
| 2. | João Benta       | RP-Boavista                   | + 0s     |
| 3. | Mikel Bizkarra   | Euskadi Basque Country-Murias | + 3s     |
| 4. | Nairo Quintana   | Movistar Team                 | + 8s     |
| 5. | Benjamín Prades  | Team Ukyo                     | + 33s    |
| 6. | José Herrada     | Movistar Team                 | + 33s    |
| 7. | Ricardo Mestre   | W52-FC Porto                  | + 33s    |
| 8. | Alejandro Marque | Sporting-Tavira               | + 33s    |
| 9. | Mikel Iturria    | Euskadi Basque Country-Murias | + 33s    |

## Classificações finais
- As classificações finalizaram da seguinte forma:[4]

### Classificação geral
| \| Classificação geral \| Classificação geral \| Classificação geral \| Classificação geral \| Classificação geral \| \| Ciclista \| Ciclista \| Equipe \| Tempo \| \| \| ------------------- \| ------------------- \| ----------------------------- \| ------------------- \| ------------------- \| \| 1. \| Raúl Alarcón \| W52-FC Porto \| DQ \| \| \| 1. \| Nairo Quintana \| Movistar Team \| 12h21m14s \| \| \| 2. \| Óscar Sevilla \| Medellín-Inder \| + 35s \| \| \| 3. \| João Benta \| RP-Boavista \| + 35s \| \| \| 4. \| Alejandro Marque \| Sporting-Tavira \| + 1m08s \| \| \| 5. \| Sergio Pardilla \| Caja Rural-Seguros RGA \| + 1m10s \| \| \| 6. \| Ricardo Mestre \| W52-FC Porto \| + 1m18s \| \| \| 7. \| Ricardo Vilela \| Manzana Postobón \| + 1m38s \| \| \| 8. \| Joaquim Silva \| W52-FC Porto \| + 1m45s \| \| \| 9. \| Hernán Aguirre \| Manzana Postobón \| + 2m14s \| \| \| 10. \| Garikoitz Bravo \| Euskadi Basque Country-Murias \| + 2m23s \| \| |                  |                               |           |
| |                  |                               |           |
| Fonte: ProCyclingStats |                  |                               |           |
| Classificação geral |                  |                               |           |
| Ciclista | Ciclista         | Equipe                        | Tempo     |
| 1. | Raúl Alarcón     | W52-FC Porto                  | DQ        |
| 1. | Nairo Quintana   | Movistar Team                 | 12h21m14s |
| 2. | Óscar Sevilla    | Medellín-Inder                | + 35s     |
| 3. | João Benta       | RP-Boavista                   | + 35s     |
| 4. | Alejandro Marque | Sporting-Tavira               | + 1m08s   |
| 5. | Sergio Pardilla  | Caja Rural-Seguros RGA        | + 1m10s   |
| 6. | Ricardo Mestre   | W52-FC Porto                  | + 1m18s   |
| 7. | Ricardo Vilela   | Manzana Postobón              | + 1m38s   |
| 8. | Joaquim Silva    | W52-FC Porto                  | + 1m45s   |
| 9. | Hernán Aguirre   | Manzana Postobón              | + 2m14s   |
| 10. | Garikoitz Bravo  | Euskadi Basque Country-Murias | + 2m23s   |

## Evolução das classificações
| Etapa (Vencedor)           | Classificação geral         | Classificação por pontos   | Classificação da montanha | Classificação das metas volantes | Classificação por equipas |
| -------------------------- | --------------------------- | -------------------------- | ------------------------- | -------------------------------- | ------------------------- |
| 1.ª etapa (Weimar Roldán)  | Weimar Roldán               | Weimar Roldán              | Domingos Gonçalves        | Joaquim Silva                    | Medellín-Inder            |
| 2.ª etapa (Nairo Quintana) | Raúl Alarcón                | Raúl Alarcón               | Sergio Higuita            | Domingos Gonçalves               | W52-FC Porto              |
| 3.ª etapa (Raúl Alarcón)   | Raúl Alarcón                | Raúl Alarcón               | Sergio Higuita            | Fernando Grijalba                | W52-FC Porto              |
| Classificação final        | Raúl Alarcón Nairo Quintana | Raúl Alarcón Óscar Sevilla | Sergio Higuita            | Fernando Grijalba                | W52-FC Porto              |

## UCI World Ranking
A Volta às Astúrias outorgou pontos para o UCI Europe Tour de 2017 e o UCI World Ranking, este último para corredores das equipas nas categorias UCI ProTeam, Profissional Continental e Equipas Continentais. A seguinte tabela são o barómetro de pontuação e os 10 corredores que obtiveram mais pontos:
| Posição             | 1.ª | 2.ª | 3.ª | 4.ª | 5.ª | 6.ª | 7.ª | 8.ª | 9.ª | 10.ª | 11.ª | 12.ª | 13.ª-15.ª | 16.ª-25.ª |
| Classificação geral | 125 | 85  | 70  | 60  | 50  | 40  | 35  | 30  | 25  | 20   | 15   | 10   | 5         | 3         |
| Por etapa           | 14  | 5   | 3   |     |     |     |     |     |     |      |      |      |           |           |
| Líder               | 3   |     |     |     |     |     |     |     |     |      |      |      |           |           |

| Classificação | Classificação    | Classificação          | Classificação | Classificação | Classificação | Classificação |
| Posição       | Ciclista         | Equipa                 | Geral         | Etapa         | Líder         | Total         |
| ------------- | ---------------- | ---------------------- | ------------- | ------------- | ------------- | ------------- |
| 1.º           | Raúl Alarcón     | W52-FC Porto           | 125           | 24            | 3             | 149           |
| 2.º           | Nairo Quintana   | Movistar               | 85            | 14            | -             | 99            |
| 3.º           | Óscar Sevilla    | Medellín-Inder         | 70            | 5             | -             | 75            |
| 4.º           | João Benta       | RP-Boavista            | 60            | 3             | -             | 63            |
| 5.º           | Alejandro Marque | Sporting-Tavira        | 50            | -             | -             | 50            |
| 6.º           | Sergio Pardilla  | Caja Rural-Seguros RGA | 40            | -             | -             | 40            |
| 7.º           | Ricardo Mestre   | W52-FC Porto           | 35            | -             | -             | 35            |
| 8.º           | Ricardo Vilela   | Manzana Postobón       | 30            | -             | -             | 30            |
| 9.º           | Joaquim Silva    | W52-FC Porto           | 25            | -             | -             | 25            |
| 10.º          | Hernán Aguirre   | Manzana Postobón       | 20            | -             | -             | 20            |